# فنورد
إن مصطلح فنورد هو في الأصل تمثيل طباعي لمعلومة خاطئة أو غير ملائمة، تهدف للتضليل. ويحمل المصطلح ضمنيًا معنى المؤامرة العالمية. في ثلاثية إلوميناتوس!، يتمكن مَن يتمتعون بالصفاء الذهني من قراءة كلمة فنورد بين سطور النصوص العادية. لذا، يمكن النظر لهذه الكلمة كمزحة تستند إلى العبارة الشهيرة «القراءة بين السطور». وتشير الرواية، كذلك، إلى فلسفة شبيهة بمبدأ عالم النفس، تيموثي ليري "Turn on, tune in, drop out" (ويعني: انتبه لما حولك، اندمج معه، تخلص مما لا يناسبك). وتعكس الرواية ذلك في إشارتها ضمنًا إلى أن المدارس لا تعلم الأفراد التفكير النقدي.
وصيغت كلمة «فنورد» كمصطلح تهكمي يحمل بعض المعاني الدينية الباطنية في النص الديني الديسكوردي، Principia Discordia (مبادئ الدسيكوردية) (1965) لمؤلفيه كيري ثورنلي وجريج هيل. لكن ما نشر الكلمة هو ثلاثية إلوميناتوس! (1975)، وهي عبارة عن روايات هجائية عن المؤامرة كتبها روبرت شيا وروبرت أنتون ويلسون.

## التعريف والاستخدام

### ثلاثية إلوميناتوس!
في روايات هذه الثلاثية، تتمتع كلمة «فنورد» بقدرة التنويم الإيحائي على غير المثقفين. فمع برنامج إلوميناتي، يتعلم الأطفال في المدرسة عدم القدرة على رؤية كلمة «فنورد» عن قصد. وعلى مدار حياتهم بعد ذلك، تبعث رؤيتهم للكلمة شعورًا بعدم الراحة والارتباك بداخلهم، وتحول دون تفكيرهم العقلاني في الموضوع. ويؤدي ذلك إلى حالة مستمرة من الخوف متدني الدرجة بين الأفراد في المجتمع. وتعمل الحكومة بمبدأ أن الشعب الخائف يؤمّن لها سيطرتها عليهم.
وفي سياق أحداث الثلاثية، تظهر كلمة «فورد» كثيرًا في الصحف والمجلات، الأمر الذي يبعث الخوف والقلق في نفوس مَن يتابعون الأخبار. لكنها لا تظهر في الإعلانات لتشجيع النزعة الاستهلاكية لدى المجتمع. ويشار في الكتب إلى أن كلمة فنورد ليست هي الكلمة الفعلية المستخدمة في تحقيق هذا الغرض، لكنها مجرد كلمة بديلة، وذلك لأن أغلب القراء لن يمكنهم رؤية الكلمة الحقيقية.
ورؤية كلمة فنورد تعني عدم التأثر بقوة التنويم الإيحائي المرادة من الكلمة، أو أية كلمات خصامية أخرى. ومن التعبيرات الأكثر شيوعًا لمفهوم كلمة فنورد «القراءة بين السطور». يمكن استخدام المصطلح أيضًا للإشارة إلى الحالة التي يصبح فيها المرء واعيًا بالوجود الكلي لظاهرة ما بعد ملاحظتها أولاً. وقد اشتهرت كتابة كلمة «فنورد» كرسم جرافيتي على جسر للسكك الحديدية (يُعرَف محليًا باسم جسر أناركي). كان هذا الجسر موجودًا بين إيرلسدون ومركز مدينة كونفرتي (المملكة المتحدة) في الفترة ما بين الثمانينيات والتسعينيات، إلى أن تم تحديث الجسر. وذُكرِ هذا الجسر والعبارة المكتوبة عليه في رواية A Touch of Love (لمسة حب) للكاتب جوناثون كو.

### الديسكوردية
تشتهر كلمة «فنورد» بين متبعي الديسكوردية. واستخدامها في كتاب مبادئ الدسيكوردية (Principia Discordia) سبق ذكرها في ثلاثية إلوميناتوس! بعدة أعوام. وتُستخدَم هذه الكلمة عادةً في شبكة يوزنت وغيرها من دوائر الكمبيوتر الأخرى للإشارة إلى جملة عشوائية أو سريالية. وأي معنى ضمني إكراهي، أو أي شيء لا ينتمي للنص (سواء عن قصد أو دون قصد) يمكن تسميته «فنورد».

### ثقافات فرعية أخرى
يشيع استخدام هذا المصطلح بين قراصنة الكمبيوتر والمبرمجين كمتغير صرفي. ويظهر في فيلم استقطاب التابعين [لدين «ساب جينيس» التهكمي الذي حمل عنوان Arise! (انهض!)، وصار يُستخدَم في مجموعة SubGenius الإخبارية alt.slack.

## كتابات أخرى
- The Illuminatus! Trilogy by Robert Shea and Robert Anton Wilson, ISBN 1-56731-237-3 (Hardback collected edition) & ISBN 1-85487-574-4 (Paperback collected edition)
- The Golden Apple by Robert Shea and Robert Anton Wilson, ISBN 0-440-53981-1
- Schrödinger's Cat by Robert Anton Wilson, ISBN 0-440-50070-2

## وصلات خارجية
- Steve Jackson Games: Fnorder, a program for generating “fnord” sentences
- “A Short Discourse on the Ancient and Accepted Discordian Practice of Fnording Dollar Bills” Ol' Sam, U:M, PS!, A/B. نسخة محفوظة 2 نوفمبر 2013 على موقع واي باك مشين.
- Fnord Finder, a Google Chrome extension for finding fnords hidden in New York Times articles.